# أراليا شوكية

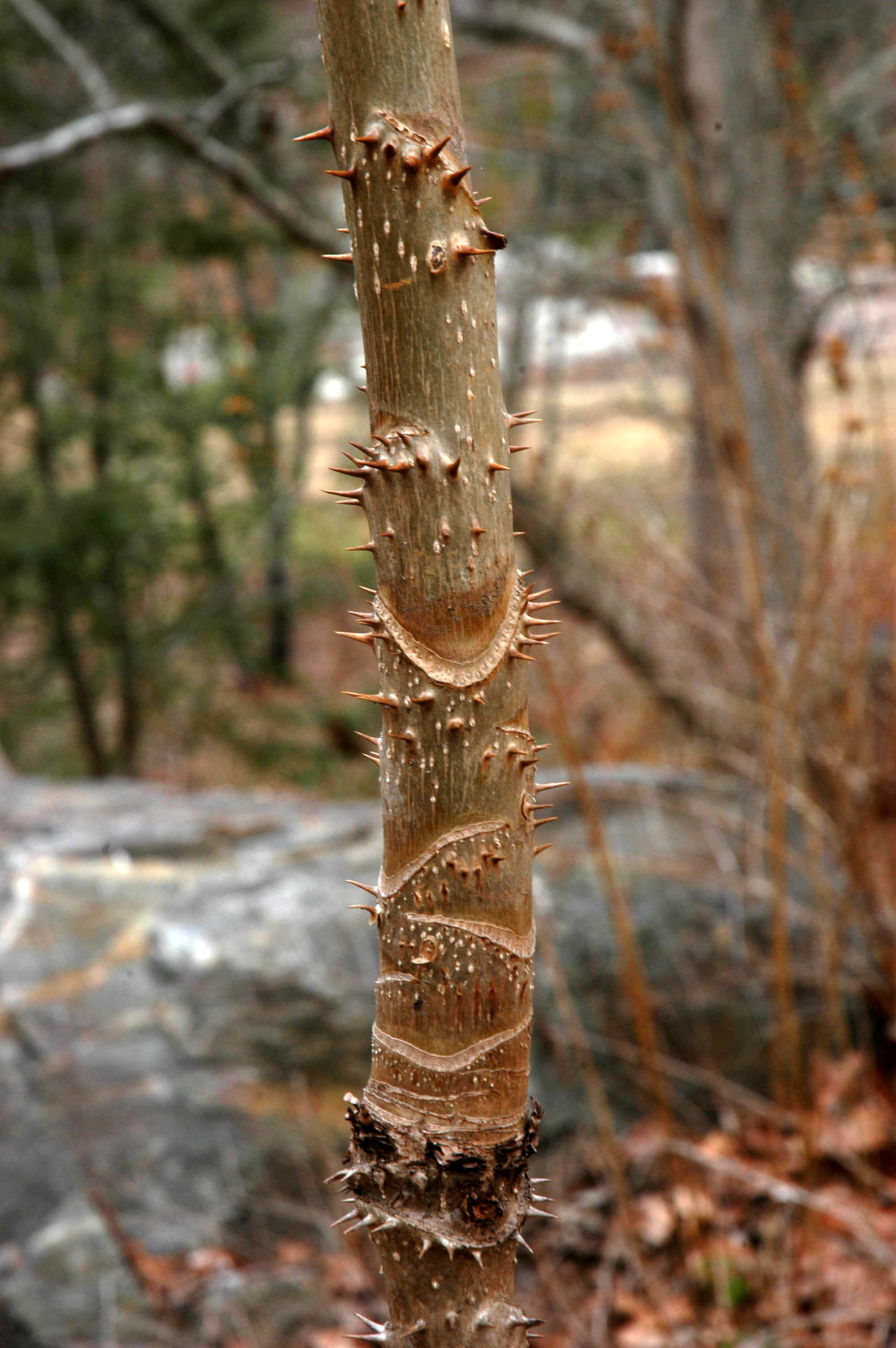
The trunk, showing the bark, leaf scars, and spines.

الأراليا الشوكية أو شجرة الملاك أو عصا هرقل (الاسم العلمي: Aralia spinosa) هي نوع من النباتات يتبع جنس الأراليا من الفصيلة الأرالية.